# Elisabeth Micheler-Jones
Elisabeth Micheler-Jones, née le 30 avril 1966 à Augsbourg, est une kayakiste allemande pratiquant le slalom.

## Palmarès

### Jeux olympiques
- Médaille d'or aux Jeux olympiques de 1992 à Barcelone en K1[1].